# Yona w blasku świtu
Yona w blasku świtu (jap. 暁のヨナ Akatsuki no Yona) – manga napisana i zilustrowana przez Mizuho Kusanagi, wydawana w magazynie „Hana to Yume”, należącym do wydawnictwa Hakusensha od sierpnia 2009 roku. Do czerwca 2025 roku wydanych zostało 46 tomów mangi.
Na podstawie mangi powstało 24-odcinkowe anime, wyprodukowane przez studio Pierrot. Było emitowane od 7 października do 24 marca 2015 roku. W tej adaptacji do ról powrócili aktorzy głosowi występujący wcześniej w adaptacji mangi w formie słuchowiska.
W Polsce licencję na wydawanie mangi wykupiło wydawnictwo Studio JG.

## Fabuła
Yona, księżniczka i dziedziczka tronu królestwa Kouka wiedzie beztroskie życie w zamku Hiryuu, zapewnione przez jej brzydzącego się przemocą ojca, króla Ila, oraz chroniona przez jej przyjaciela z dzieciństwa, Son Haka. Z okazji przyjęcia zorganizowanego z okazji jej szesnastych urodzin, przyjeżdża do zamku jej inny przyjaciel z dzieciństwa (a także kuzyn i pierwsza miłość), Soo-won. Pragnąc przekonać ojca, by zgodził się na ich związek, odwiedza nocą komnaty króla, przypadkowo będąc świadkiem zabójstwa króla przez Soo-wona, który postanawia zagarnąć tron i rządzić krajem. Dzięki interwencji Haka, Yona ucieka z nim z zamku do jego rodzinnej wsi. Po sugestii ze strony dziadka Haka, Son Mun-doka, Yona i Hak wyruszają na poszukiwania kapłana o imieniu Ik-su. Ik-su przepowiada im, że powinni wyruszyć na poszukiwanie czterech legendarnych smoków-strażników Hiryuu, pierwszego, legendarnego władcy i założyciela królestwa Kouka. Yona i Hak, wraz z Yunem, asystentem Ik-su, rozpoczynają podróż w poszukiwaniu smoków by przeżyć i ocalić królestwo.

## Bohaterowie

### Główni
- Yona (jap. ヨナ)

Seiyū: Chiwa Saitō 
Główna (i tytułowa) bohaterka serii. Jest księżniczką i dziedziczką tronu królestwa Kouka. Jej matka została zamordowana przez powstańców gdy była mała, od tego czasu wychowywał ją ojciec, król Il, z pomocą Son Haka i jej kuzyna Soo-wona. Początkowo jest osobą naiwną, beztroską i rozpieszczoną, jednak po śmierci ojca i zdradzie Soo-wona, postanawia stać się niezależna i silna na tyle, by móc sama zadbać o swoje bezpieczeństwo. Prosi więc Haka, by ten nauczył jej łucznictwa i posługiwania się mieczem. Wedle przepowiedni jest reinkarnacją króla Hiryuu, pierwszego, legendarnego władcy Kouki i podobnie jak on, ma płomiennie rude włosy. Yona podróżuje po kraju i uczy się jak wyglądają warunki życia jej poddanych, a także w sekrecie pomaga rozwiązywać ich problemy. Pomimo iż Yona nie potrafi wybaczyć Soo-wonowi, wciąż jest dla niej ważną osobą i stara się go zrozumieć. Po jakimś czasie rozwijają się jej uczucia do Haka. Broń, której najczęściej używa to łuk i strzały.
- Son Hak (jap. ソン・ハク Son Haku)

Seiyū: Tomoaki Maeno 
Przyjaciel z dzieciństwa i ochroniarz Yony, a także były generał klanu Wiatru. Jego przezwisko to Grzmiąca bestia, ze względu na jego niezwykłe zdolności walki, przewyższający wszystkich wojowników w królestwie. Jest sierotą, którą adoptował były generał klanu, Son Mun-dok. Zwykle spokojny i opanowany, mocno związany z Yoną, przysiągł ją bronić do śmierci. Był dobrym przyjacielem Soo-wona. Od dawna czuje coś do Yony, ale ukrywa swe uczucia ze względu na to, że Yona kocha Soo-wona. Hak bywa bardzo opiekuńczy i wręcz zazdrosny, gdy inni zbytnio zbliżają się do Yony. W walce posługuje się hsu quandao.
- Yun (jap. ユン)

Seiyū: Junko Minagawa 
Sierota, którego przygarnął Ik-Soo, gdy ten był jeszcze dzieckiem. Ma talent do gotowania i robienia lekarstw. Odnalazł i uratował życie Hakowi i Yonie po tym jak spadli z klifu. Początkowo nie lubi Yony, ponieważ ma ją za ignorancką księżniczkę, ale wkrótce się do niej przekonuje. Jego niechęć do arystokracji wynika z faktu, że jego opiekun, Ik-Soo został wygnany z królestwa przez ojca Soo-wona. Zawsze marzył o podróżowaniu po kraju, ale nigdy nie miał okazji, więc przyłączył się do Yony i Haka w ich podróży.
- Soo-won (jap. スウォン Suwon)

Seiyū: Yūsuke Kobayashi 
Kuzyn Yony i jej pierwsza miłość, były najlepszy przyjaciel Haka. Przystojny mężczyzna o blond włosach. Na pierwszy rzut oka wydaje się sympatyczny i nieco niezdarny. W obecności innych osób stara się celowo utrzyma taki wizerunek, by ukryć swoją inteligencję. Ojciec Soo-wona zginął w „wypadku” (który zaaranżował ojciec Yony), co doprowadza go do uknucia spisku z klanem Ognia i uzurpowania tronu. Pomimo nienawiści do króla Ila, oraz deklaracji, że zabije każdego kto stanie na jego drodze, szczerze troszczy się o Yonę i Haka, ukrywając fakt, że wciąż żyją.

### Smoczy wojownicy
- Ki-ja (jap. キジャ)

Seiyū: Masakazu Morita 
Potomek i dziedzic pazurów białego smoka. Ki-ja spędził większość swojego życia w ukrytej przed światem wiosce, gdzie był otoczony niemalże boskim kultem. Bywa nieco naiwny i łatwowierny. Spośród czwórki smoków, Ki-ja jest najbardziej oddany księżniczce, co w sporej części zawdzięcza silnemu poczuciu obowiązku i opowiadanej mu od dzieciństwa historii o królu Hiryuu. Często sprzecza się z Hakiem, który nazywa go złośliwie białym wężem.
- Shin-ah (jap. シンア Shin’a)

Seiyū: Nobuhiko Okamoto 
Potomek i dziedzic oczu niebieskiego smoka. Matka Shin-ah popełniła samobójstwo wkrótce po porodzie ze strachu przed wychowywaniem smoczego dziecka. Ludzie mieszkający w jego wiosce boją się go wierząc, że spojrzenie w oczy smoka zmienia w kamień. W związku z tym Shin-ah miał samotne dzieciństwo i nie miał przyjaciół. Wychował go poprzedni niebieski smok, Ao. To on także nauczył go walki mieczem i poczucia obowiązku wobec swej wioski. Pewnej nocy, po śmierci Ao, Shin-ah wykorzystuje potęgę swojego spojrzenia, zabijając najeźdźców. To powoduje, że cały klan musi przenieść się i ukryć. Ratuje Yonę gdy ta gubi się w jaskiniach. Shin-ah nie posiadał imienia – nadała mu je dopiero Yona. By unikać kontaktu wzrokowego, Shin-ah ukrywa twarz pod maską, jako że spojrzenie w jego oczy może zabić (jednakże użycie tej umiejętności powoduje krótkotrwały paraliż u smoka). Jego towarzyszem jest wiewiórka o imieniu Ao, nazwana tak na cześć poprzedniego niebieskiego smoka.
- Jae-ha (jap. ジェハ Jeha)

Seiyū: Jun’ichi Suwabe 
Potomek i dziedzic nogi zielonego smoka. Jae-ha był trzymany pod kluczem przez mieszkańców wioski, aż do czasu jego ucieczki i dołączenia do załogi piratów. Jae-ha próbuje uniknąć spotkania z Yoną, ponieważ nie chce być związany przez przeznaczony mu obowiązek. Początkowo odrzuca prośbę Yony o dołączenie do niej, jednakże widząc jej determinację, w końcu to robi. Jae-ha jest wyluzowanym kobieciarzem. Jest świadomy uczuć Haka do Yony i lubi się z nim przekomarzać z tego powodu. Smocza noga umożliwia mu wysokie i długie skoki. W walce Jae-ha używa sztyletów, które ukrywa pod ubraniem.
- Zeno (jap. ゼノ)

Seiyū: Hiro Shimono 
Żółty smok. Zeno jest wędrowcem, który spotkał się z drużyną Yony, gdy poczuł zapach potraw gotowanych przez Yuna. Zaproszony przez Yonę do posiłku ostatecznie się do nich przyłącza. Zeno początkowo nie wykazuje żadnych smoczych zdolności. Jest wiecznie radosny, uśmiechnięty i beztroski, do tego stopnia, że wydaje się nieco tępy, jednakże jest bardzo dobrym obserwatorem. W końcu Zeno wyjawia, że jest oryginalnym żółtym smokiem, który służył królowi Hiryuu, a jego smoczą mocą jest nieśmiertelność – jego ciało się regeneruje, nawet w przypadku, gdy jego głowa zostanie odcięta.

### Pozostali
- Ik-su (jap. イクス Ikusu)

Seiyū: Jun’ichi Kanemaru 
Niezdarny kapłan, przez którego przemawiają bogowie oraz opiekun Yuna. Spędza dni w odosobnieniu modląc się do bogów o opiekę i szczęście dla ludzi. Przepowiada Yonie, by wyruszyła na poszukiwanie smoczych wojowników.
- Lee Geun-tae (jap. イ・グンテ I Gunte)

Seiyū: Masaki Aizawa 
Generał klanu ziemi i mąż Yun-ho. Jako generał, który walczył na linii frontu w czasach rządów cesarza Joo-nama (dziadka Soo-Wona), jest uznanym wojownikiem, który ponownie chciałby toczyć walki z wrogiem. Wysoko szanowany człowiek klanu, który nie lubi jednak rozgłosu.
- Son Mun-dok (jap. ソン・ムンドク Son Mundoku)

Seiyū: Katsuhiko Sasaki 
Były generał i były przywódca klanu Wiatru. Adopcyjny dziadek Haka. Przed odejściem na emeryturę, był znany z siły dorównującej generałowi Yu-Honowi. Pomimo surowego wyglądu i oschłego zachowania, Mun-dok dba o swój klan i jest wierny rodzinie królewskiej. Adoptował dwoje wnucząt: Haka i Tae-Yeona.
- Kan Tae-jun (jap. カン・テジュン Kan Tejun)

Seiyū: Takahiro Sakurai 
Tae-jun jest drugim synem przywódcy klanu Ognia, generała Kan Soo-Jina. Był zdeterminowany, by ożenić się z Yoną by stać się władcą kraju, choć wiadomo także, że szczerze kocha Yonę. Ponieważ Hak nieustannie uniemożliwiał mu zabieganie o względy księżniczki, czuje do niego ogromną nienawiść. W trakcie pościgu za Yoną i Hakiem, niezamierzenie sprawia, że oboje spadają z klifu, przez co Tae-jun wierzy, że uśmiercił księżniczkę, co sprawia, że popada w głęboką depresję.

## Manga
Yona w blasku świtu jest publikowana w magazynie „Hana to Yume” od sierpnia 2009 roku. Do 20 czerwca 2025 roku wydano 46 tomów mangi.
Do limitowanej edycji 15. tomu mangi, wydanego 19 września 2014 roku, dołączono odcinek audio (Drama CD).
W kwietniu 2016 roku, z powodu trzęsienia ziemi w Kumamoto prace nad mangą zostały tymczasowo wstrzymane. Autorka wznowiła wydawanie mangi miesiąc później, kolejny rozdział pojawił się w 12. numerze magazynu, 20 maja 2016 roku. Do limitowanej wersji tomu 19. mangi dołączono odcinek OVA, zatytułowany Sono se ni wa, który jest adaptacją dodatkowych rozdziałów z 12. tomu mangi, zatytułowanych Sono se ni wa (jap. その背には) oraz Ki-ja (jap. キジャ). Do limitowanej wersji 20. tomu mangi dołączono zestaw rysunków związanych z serią.
Ponadto do limitowanej wersji kolejno 21. i 22. tomu dołączone zostały dwa kolejne odcinki OVA, które są adaptacją historii Zeno z 18. tomu mangi.
W 28. tomie mangi, wydanym 20 listopada 2018 roku podano, że sprzedano łącznie 6,8 miliona kopii mangi.

## Anime
Na podstawie mangi powstało anime wyprodukowane przez studio Pierrot. Reżyserem projektu został Kazuhiro Yoneda, za scenariusze odpowiada Shinichi Inotsume, projekty postaci przygotowała Maho Yoshikawa, a muzykę skomponował Kunihiko Ryo. Wydawnictwo Hakusensha w magazynie „Hana to yume” 4 września 2014 roku ogłosiło, że premiera serii zaplanowana została na 7 października 2014 roku. Prawa do streamingu serii nabył Crunchyroll.
Pierwszą czołówką jest instrumentalny utwór autorstwa Kunihiko Ryo, zatytułowany „Akatsuki no Yona” (jap. 暁のヨナ). Pierwszy ending nazywa się „Yoru” (jap. 夜), autorstwa Vistlip. Drugą czołówką jest wykonywana przez Cyntię „Akatsuki no hana”. Drugim endingiem jest „Akatsuki”, autorstwa Akiko Shikaty.

### Lista odcinków
| №  | Tytuł                                                                    | Premiera             |
| -- | ------------------------------------------------------------------------ | -------------------- |
| 1  | The Princess Yona Ōjo Yona (王女ヨナ)                                    | 7 października 2014  |
| 2  | Torn Bonds Chigireta kizuna (ちぎれた絆)                                 | 14 października 2014 |
| 3  | The Distant Sky Tooi sora (遠い空)                                       | 21 października 2014 |
| 4  | The Wind Clan Kaze no buzoku (風の部族)                                  | 28 października 2014 |
| 5  | Howl Hōkō (咆哮)                                                         | 4 listopada 2014     |
| 6  | Red Hair Akai kami (紅い髪)                                              | 11 listopada 2014    |
| 7  | God’s Will Tenmei (天命)                                                 | 18 listopada 2014    |
| 8  | The Chose Door Eranda tobira (選んだ扉)                                  | 25 listopada 2014    |
| 9  | Shaking Resolve Furueru kakugo (ふるえる覚悟)                            | 2 grudnia 2014       |
| 10 | Anticipation Taibō (待望)                                                | 9 grudnia 2014       |
| 11 | The Dragon’s Claw Ryū no tsume (龍の爪)                                  | 16 grudnia 2014      |
| 12 | Blindfolded Dragon Mekakushi no ryū (目隠しの龍)                         | 23 grudnia 2014      |
| 13 | Echoing Fear Hankyō suru kyōfu (反響する恐怖)                            | 6 stycznia 2015      |
| 14 | Light Hikaru (光)                                                        | 13 stycznia 2015     |
| 15 | To a New Land Aratana chi e (新たな地へ)                                 | 20 stycznia 2015     |
| 16 | War Games Ikusa gokko (戦ごっこ)                                         | 27 stycznia 2015     |
| 17 | The Pirates of Awa Awa no kaizoku (阿波の海賊)                           | 3 lutego 2015        |
| 18 | Ties Enishi (縁)                                                         | 10 lutego 2015       |
| 19 | The Senjuso Test Senjusō no tameshi (千樹草の試し)                       | 17 lutego 2015       |
| 20 | Chain of Courage Yuki no rensa (勇気の連鎖)                              | 24 lutego 2015       |
| 21 | Spark Hibana (火花)                                                      | 3 marca 2015         |
| 22 | The Night History is Made Rekishi wa yoru tsukurareru (歴史は夜作られる) | 10 marca 2015        |
| 23 | Morning of Promise Chikai no asa (誓いの朝)                              | 17 marca 2015        |
| 24 | From Now On Korekara (これから)                                          | 24 marca 2015        |

### OVA
Wyprodukowano także odcinek OVA, który został dołączony do limitowanego wydania 19. tomu mangi.
| N/o | Tytuł                     | Premiera         |
| --- | ------------------------- | ---------------- |
| 1   | Sono se niwa (その背には) | 18 września 2015 |

### OVA Zeno-hen
W marcu 2016 roku ogłoszono powstawanie dwuodcinkowej serii OVA, która obejmie historię Zeno z 18. tomu mangi. Odcinki zostały dołączone do wydania limitowanych wersji kolejno 21. tomu (19 sierpnia 2016 roku) i 22. tomu mangi (wydanego 20 grudnia 2016). Za produkcję tych odcinków, podobnie jak wcześniejszych, jest odpowiedzialne studio Pierrot, a za reżyserię odpowiada Kazuhiro Yoneda.
| N/o | Tytuł                                                                 | Premiera         |
| --- | --------------------------------------------------------------------- | ---------------- |
| 1   | Hajimari no ryū (はじまりの龍)                                        | 19 sierpnia 2016 |
| 2   | Akai hoshi ga noboru, Kyō wa oyasumi (あかい星が昇る, 今日はおやすみ) | 20 grudnia 2016  |